# Miss Ukraine

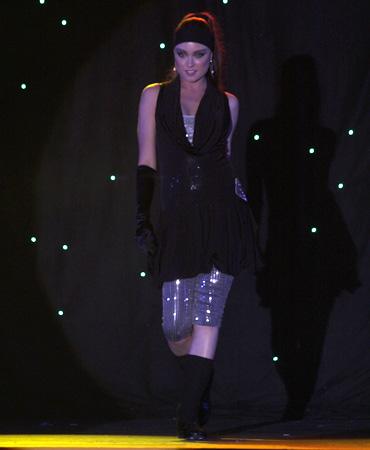
Irina Zhuravskaya, Miss Ukraine 2008, lors du concours Miss Monde 2008.

Miss Ukraine est un concours de beauté féminine annuel, réservé aux jeunes femmes d'Ukraine de 18 à 24 ans. La lauréate est sélectionnée aux élections de Miss Univers, Miss Monde, Miss International, MIss Terre ou Miss Europe.

## Historique
- Le concours a été créé en 1991, après la séparation de l'URSS, le concours de Miss URSS n'ayant lieu qu'à trois reprises entre 1989 et 1991.

## Miss Ukraine pour Miss Univers
| Années | Nom                    | Classement final |
| ------ | ---------------------- | ---------------- |
| 1995   | Irina Chernomaz        |                  |
| 1996   | Irina Borisova         |                  |
| 1997   | Nataliya Nadtochey     |                  |
| 1998   | Yelena Spirina         |                  |
| 1999   | Zhanna Pikhulya        |                  |
| 2001   | Nataliya Shvachko      |                  |
| 2001   | Yuliya Linova          |                  |
| 2002   | Liliana Gorova         |                  |
| 2003   | Litiya Kopytova        |                  |
| 2004   | Oleksandra Nikolayenko |                  |
| 2005   | Yuliya Chernishova     |                  |
| 2006   | Inna Tsymbalyuk        | Top 20           |
| 2007   | Lyudmila Bikmullina    | Top 15           |
| 2008   | Eleonora Masalab       |                  |
| 2009   | Khrystyna Kots-Hotlib  |                  |
| 2010   | Anna Poslavska         | 3e dauphine      |
| 2011   | Olesya Stefanko        | 1re dauphine     |
| 2012   | Anastasia Chernova     |                  |
| 2013   | Olga Storozhenko       | Top 10           |
| 2014   | Diana Harkusha         | 2e dauphine      |
| 2015   | Anna Vergelskaya       |                  |
| 2016   | Alena Spodynyuk        |                  |
| 2017   | Yana Krasnikova        |                  |
| 2018   | Karyna Zhosan          |                  |
| 2019   | Anastasia Subbota      |                  |
| 2020   | Yelyzaveta Yastremska  |                  |
| 2021   | Hannah Neplyakh        |                  |
| 2022   | Viktoria Apanasenko    |                  |
| 2023   | Angelina Usanova       |                  |
| 2024   | Alina Ponomarenko      |                  |

## Miss Ukraine pour Miss Monde
| Année | Nom                      | Âge | Lieu de résidence |
| ----- | ------------------------ | --- | ----------------- |
| 1992  | Oksana Sabo              | 26  | Kirovohrad        |
| 1993  | Nataliya Romanenko       | 22  |                   |
| 1994  | Natalia Kozitska         | 20  | Kiev              |
| 1995  | Vlada Lytovtchenko       |     |                   |
| 1996  | Natalia Chvatchko        |     | Kiev              |
| 1997  | Oxana Kouzmenko          |     | Kiev              |
| 1998  | Natalia Nadtotchey       |     |                   |
| 1999  | Olha Savinska            |     | Kharkiv           |
| 2000  | Olena Shcherban          | 17  | Kiev              |
| 2001  | Olexandra Nikolayenko    | 20  | Odessa            |
| 2002  | Iryna Udovenko           | 21  | Azov              |
| 2003  | Ilona Yakovleva          | 22  | Kharkiv           |
| 2004  | Olesya Matveyeva (LESIA) | 22  | Kiev              |
| 2005  | Youlia Pintchouk         | 18  | Novovolynsk       |
| 2006  | Olha Chylovanova         | 19  | Kharkiv           |
| 2007  | Lika Roman (Lika)        | 22  | Uzhhorod          |
| 2008  | Iryna Jouravska          | 18  | Kiev              |
| 2009, | Yevhenia Toultchevska    | 20  | Dnipropetrovsk    |
| 2010  | Kateryna Zakharchenko    | 21  | Odessa            |
| 2011  | Iaroslava Kuriacha       | 19  | Vinnytsia         |
| 2012  | Karina Zhyronkina        | 20  | Kharkiv           |
| 2013  | Anna Zayachkivska        | 21  | Ivano-Frankivsk   |
| 2014  | Andriana Khasanshin      | 19  | Lviv              |
| 2015  | Khrystyna Stoloka        | 18  | Kiev              |
| 2016  | Oleksandra Kucherenko    | 19  | Dnipro            |
| 2017  | Polina Tkach             | 18  | Kiev              |
| 2018  | Leonila Guz              | 19  | Kherson           |
| 2019  | Marharyta Pasha          | 24  | Kharkiv           |
| 2021  | Aleksandra Yaremchuk     | 22  | Vinnytsia         |
| 2023  | Sofia Shamia             | 18  | Kiev              |